# Сент-Мари, Баффи

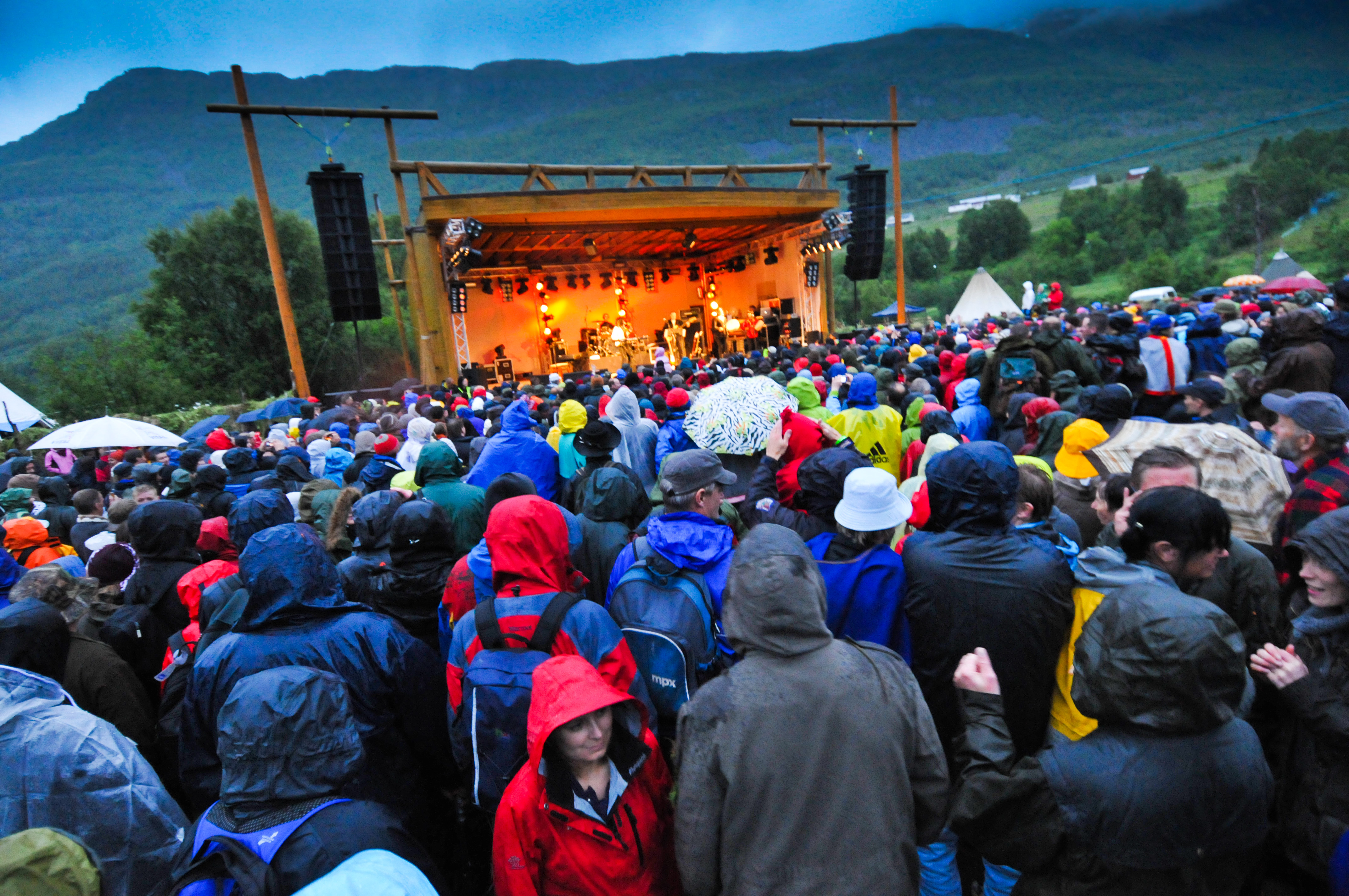
Баффи Сент-Мари выступает на фестивале «Ридду Ридду» в северной Норвегии (2009)

Баффи Сент-Мари (англ. Buffy Sainte-Marie; род. 20 февраля 1941 года в провинции Саскачеван, Канада) — канадская фолк-певица.

## Биография
Баффи Сент-Мари родилась в резервации Пиапот 75 в долине реки К’Аппель на юге канадской провинции Саскачеван. В младенчестве была усыновлена Альбертом и Уинифред Сент-Мари, супружеской парой микмаков. Она училась в Массачусетском университете в Амхерсте, получила степень в области преподавания и восточной философии.
Стилистически певица не ограничивала себя фолк-музыкой; в конце 1960-х годов она записывала кантри в Нэшвилле, а в 1970-х годах сблизилась с рок-сценой; альбом 1971 года She Used to Wanna Be a Ballerina был записан с Райем Кудером и музыкантами Crazy Horse.
Международную известность ей принесли песня Soldier Blue, а также политическая активность и антивоенные выступления в конце 1960-х — начале 1970-х годов.

## Занесение в черные списки
В интервью, данном в 2008 году в Национальном музее американских индейцев, Сент-Мари рассказала, что была занесена в чёрный список американскими радиостанциями и что она, как и другие коренные американцы, поддерживавшие движение коренных американцев «Красная сила», были лишены работы в 1970-е.
В интервью, данном в 1999 году в колледже Дайн штатному корреспонденту Indian Country Today, Сент-Мари рассказала: «10 лет спустя, в 1980-х годах, я узнала, что президент Линдон Джонсон писал письма на бланках Белого дома, в которых одобрял действия радиостанций по подавлению моей музыки» и «В 1970-х годах было прекращено не только протестное движение, но и подверглось нападению движение коренных американцев».

## Награды
Лауреат премии «Оскар» за лучшую песню к фильму за песню Up Where We Belong, написанную вместе с Джеком Ницше и Уиллом Дженнингсом, и исполненную Джо Кокером и Дженнифер Уорнс в качестве финальной песни к фильму 1982 года «Офицер и джентльмен».
В 1998 году Баффи Сент-Мари получила награду Lifetime Achievement от канадского National Aboriginal Achievement Foundation, в 1997 году стала офицером ордена Канады, а в 2019 году — компаньоном ордена Канады.
После того, как выяснилось, что певица ложно приписывала себе индейские корни (см. Личная жизнь), она была лишена большинства полученных наград, включая орден Канады, Премию генерал-губернатора, премии «Джуно» и Polaris, а также членство в Зале славы канадской музыки.

## Память
В 1999 году именная звезда была уложена в Аллею славы Канады.
Была представлена на коллекционных карточках Supersisters. В 2021 году компания Canada Post выпустила памятную почтовую марку в её честь.

## Личная жизнь
В 1968 году она вышла замуж за учителя серфинга Девайна Багби с Гавайев, они развелись в 1971 году. В 1975 году певица вышла замуж за Шелдона Вулфчайлда из Миннесоты, в браке у них родился сын Дакота «Коди» Старбланкет Вулфчайлд. Этот брак также окончился разводом. 19 марта 1982 года Сент-Мари вышла замуж за соавтора песни Up Where We Belong Джека Ницше. Он умер от сердечного приступа 25 августа 2000 года. По состоянию на 2007 год Баффи Сент-Мари живёт на Гавайях.
В 2023 году Канадская телерадиовещательная корпорация опубликовала журналистское расследование, подвергающее сомнению известную со слов самой Сент-Мари историю её жизни как индейского ребёнка, удочерённого белой семьёй. Авторы репортажа нашли оригинальное свидетельство о рождении певицы, а также установили, что в первый год после объявления себя представительницей коренных народов она несколько раз меняла декларируемую нацию, упоминая далёких друг от друга географически и этнически алгонкинов, микмаков и кри.

## Дискография

### Альбомы
- It’s My Way!, 1964
- Many a Mile, 1965
- Little Wheel Spin and Spin, 1966 (US#97)
- Fire & Fleet & Candlelight, 1967 (US#126)
- I’m Gonna Be a Country Girl Again, 1968 (US#171)
- Illuminations, 1969
- Performance, саундтрек, 1970
- The Best of Buffy Sainte-Marie, 1970 (US#142)
- The Best of Buffy Sainte-Marie Vol.2, 1971
- She Used to Wanna Be a Ballerina, 1971 (US#182)
- Moonshot, 1972 (US#134)
- Quiet Places, 1973
- Native North American Child: An Odyssey, 1974
- Buffy, 1974 (CD 2008)
- Changing Woman, 1975 (CD 2008)
- Sweet America, 1976 (CD 2008)
- Coincidence and Likely Stories, 1992 (UK#39)
- Up Where We Belong, 1996
- The Best of the Vanguard Years, 2003
- Live at Carnegie Hall, Not Issued
- Buffy/Changing Woman/Sweet America: The Mid-1970s Recordings, 2008
- Running for the Drum, 2008

### Синглы
| Год  | Песня                                    | Наивысшее место в чартах | Наивысшее место в чартах | Альбом                            |
| Год  | Песня                                    | U.S.                     | U.K.                     | Альбом                            |
| ---- | ---------------------------------------- | ------------------------ | ------------------------ | --------------------------------- |
| 1971 | «Soldier Blue» (для одноимённого фильма) |                          | 7                        | She Used to Wanna Be a Ballerina  |
| 1971 | «I’m Gonna Be a Country Girl Again»      | 98                       | 34                       | I’m Gonna Be a Country Girl Again |
| 1972 | «Mister Can’t You See»                   | 38                       |                          | Moonshot                          |
| 1972 | «He’s an Indian Cowboy in the Rodeo»     | 98                       |                          | Moonshot                          |
| 1992 | «The Big Ones Get Away»                  |                          | 39                       | Coincidence & Likely Stories      |
| 1992 | «Fallen Angels»                          |                          | 57                       | Coincidence & Likely Stories      |